# Sophie Hunter
Sophie Irene Hunter (Londra, 16 marzo 1978) è una regista teatrale e attrice inglese. Prima di dedicarsi esclusivamente alla regia è stata anche attiva come attrice in varie produzioni teatrali oltre che in diverse serie televisive e pellicole cinematografiche. Ha anche partecipato in qualità di cantante solista a due EP con Guy Chambers e ha collaborato ad un brano con Armin van Buuren.

## Biografia
Sophie Cumberbatch (nata Hunter) è nata il 16 Marzo 1978 a Hammersmith (Londra) dai genitori Anna Katharine (nata Gow) e Charles Rupert Hunter. Ha due fratelli più giovani, Timothy e Patrick, e due fratellastri nati dal secondo matrimonio del padre: Sam e Lily. È nipote del Generale Sir Michael James Gow, comandante in capo del British Army of the Rhine e del NORTHAG tra il 1980 e il 1983 e trisnipote del pluridecorato John Edward Bernard Seely, Barone di Mottistone, figura di spicco nella politica e negli ambienti militari inglesi di primo Novecento. Sono suoi zii materni il Tenente colonnello Sir Malcolm Ross membro della corte di Elisabetta II del Regno Unito e il rinomato pianista Julius Drake. Sophie Hunter è anche cugina di primo grado, due volte rimosso, dell'attrice e cantante inglese Jane Birkin.
Ha frequentato la Earls Court Primary School e in seguito la St. Paul's Girl School di Hammersmith per poi proseguire gli studi ad Oxford in Lingue Moderne laureandosi con un Master's Degree in Francese e Italiano. Dopo la Laurea si è trasferita per due anni a Parigi per studiare alla Scuola internazionale di teatro Jacques Lecoq. Più recentemente ha frequentato la Saratoga International Theatre School seguendo i seminari di Anne Bogart che accostano il Metodo di Tadashi Suzuki al Metodo Viewpoints di Anne Bogart.

### Carriera
Sophie Hunter è attrice, regista, drammaturgo e cantante. La sua carriera è incentrata sul teatro d'Avanguardia Sua ispirazione sono Romeo Castellucci, Ivo van Hove, Thomas Ostermeier, Simon McBurney e il Théâtre de Complicité

#### Teatro
Prima di dedicarsi alla regia Sophie Hunter ha preso parte a diverse produzioni teatrali tra cui la multipremiata produzione di Macbeth con protagonista Patrick Stewart diretta da Rupert Goold originariamente adattata e messa in scena per il Chichester Festival Theatre nel 2007 e poi portata sul piccolo schermo dalla PBS.
A partire dal 2014 ha preso parte regolarmente a Letters Live, una serie di serate di letture ad alta voce di lettere (celebri e meno celebri) da parte di numerosi artisti, la cui peculiarità consiste nel non annunciare mai chi saranno gli artisti partecipanti, ma lasciare la sorpresa al pubblico
Il 23 Giugno del 2017 ha partecipato in qualità di narratrice a "Music on the Meare" per il Festival Aldeburgh, con letture di brani da Ovidio, John Dryden e Ted Hughes, insieme all'oboista inglese Nicholas Daniel.

#### Regia
Il suo debutto alla regia è stato nel 2007. Con la compagnia Boileroom, di cui è stata cofondatrice nel 2006 ha scritto e diretto la rappresentazione avanguardistica di The terrific Electric al Barbican Centre. Per questo lavoro Boileroom ha ricevuto il Samuel Beckett Theatre Trust Award Sophie Hunter è stata anche direttore artistico e cofondatrice della Lacuna Theatre Company Collabora come drammaturgo e aiuto-regista con la Phantom Limb Company di New York specializzata nel Teatro di figura con cui ha preso parte ad una Residency della Rauschenberg Foundation di New York nel 2013. Ha lavorato in Europa, America e in Medio-Oriente.
Nella primavera del 2010 è stata Aiuto regista di Rupert Goold nell'acclamata Enron di Lucy Prebble Nel Novembre del 2010 ha diretto Spettri di Henrik Ibsen all'Access Theatre di Broadway con grande successo di critica. Nell'Ottobre del 2011 ha diretto la pièce multimediale 69°S a Boston e New York ottenendo di nuovo un buon responso. Durante la sua Residency al centro di sperimentazione artistica Location One di SoHo nel 2011 ha diretto Lucretia una Installazione multimediale basata sull'opera The Rape of Lucretia di Benjamin Britten.
Ha anche partecipato come Direttore creativo alla trasferta Newyorchese curata da Emursive di Sleep No More(2011) della compagnia teatrale Punchdrunk oltre che a The Forgotten (2012) e Don't Major in Debt Student House (2012) della stessa compagnia. Ha anche collaborato nel 2013 con ICRAVE al progetto LoMa Lights del New York City Economic Development Corporation (NYCEDC) per riqualificare l'Esplanade sull'East River Waterfront di Manhattan con luci e installazioni multimediali. Sophie Hunter ha ora spostato il suo focus sull'opera lirica e la musica classica come ha dichiarato in un'intervista al quotidiano britannico The Guardian.
Nell'Agosto 2015 ha diretto una performance immersiva della cantata Phaedra di Benjamin Britten all Happy Days Ennikillen International Beckett Festival che ha ricevuto plauso unanime nei media britannici. Fedra è il mezzosoprano Ruby Philogene e l'ensamble musicale è composto da alcuni membri della Ulster Orchestra diretti da "Andrew Staples". La rappresentazione ha avuto luogo nell'arena equestre del Castello Necarne a Fermanagh, e la protagonista è stata issata su una piattaforma, che roteava lentamente a simboleggiare lo scorrere del tempo, attorno alla quale erano radunati l'orchestra e il pubblico. L'abito, di un bianco candido, creato da Kirstie MacLeod, è stato realizzato in cellulosa in modo tale da sciogliersi alla fine della cantata quando il veleno ingerito da Fedra aveva ormai ultimato il suo effetto annullando la protagonista.
Ad Ottobre 2015 ha messo in scena insieme a Andrew Staples una rappresentazione immersiva in forma di concerto de Il giro di vite di Benjamin Britten a Aldeburgh e Londra con la Aurora Orchestra diretta da Nicholas Collon. Tra i protagonisti Sophie Bevan, Ann Murray e A. Staples stesso. Il set è stato costruito come un grande rettangolo circondato da elastici bianchi su cui venivano proiettate le luci (manovrate da Will Reynolds) all'interno del quale si muovevano i protagonisti, come in una gabbia. Solo alcuni dei personaggi potevano uscirne. L'intricato labirinto nella mente della Governante, a cui anche il libretto di Myfanwy Piper fa riferimento attraverso il gioco del Ripiglino, prende così forma fisicamente.
Il The Guardian ha lodato la regia definendola "ricca di sfumature e eterea" mentre il The Times ha scritto che "trasporta gli spettatori all'interno della malsana oscurità della partitura Britteniana".
Ottobre 2016 vede Sophie Hunter curatrice di una celebrazione del 400º anniversario della morte di William Shakespeare durante la serie di concerti "Temple Song" alla Middle Temple Hall di Londra. Protagonisti lo stimato attore inglese Henry Goodman, il celebre pianista Julius Drake e il mezzosoprano svedese Anne Sofie von Otter. Il concerto è stato caratterizzato da letture di Goodman e una serie di songs tradizionali inglesi, con brani di Berlioz, Schubert e Debussy.
Nel dicembre 2020 Hunter è regista della performance immersiva a tema natalizio Forest Fables nel Castello di Mottistone sull' Isola di Wight e della sua ripresa televisiva. 
Nel 2021 è co-regista insieme a  Gijs Besseling ed Emlyn Stam della versione inglese di 1984, versione filmata della composizione di Mikhel Kerem con protagonisti Edward Snowden, Boris van der Ham, Joseph Thompson e il New European Ensemble.
Settembre e Ottobre 2022 vedono la Hunter impegnata con la regia di I sette peccati capitali di Bertolt Brecht e Kurt Weill e Il castello di Barbablù del compositore ungherese Béla Bartók al Teatro Colón di Buenos Aires con ottime recensioni. 
Nel'ambito della Biennale di Venezia il 6 Settembre 2024 sull'Isola della Giudecca ha luogo il lancio e prima rappresentazione del progetto Salt of the Earth creato e diretto dalla Hunter, una performance immersiva che accostando musica (di Isobel Waller-Bridge) danza e teatro (testo di Megan Hunter) ha come obiettivo la sensibilizzazione sulla fragilità e la vulnerabilità agli eventi causati dal Cambiamento climatico dell'ecosistema chiamato Palude salmastra di cui Venezia è un esempio. 

#### Film
Nel 2004 Sophie Hunter ha interpretato il ruolo di Maria Osborne nel film La fiera della vanità (2004) diretto da Mira Nair con protagonista Reese Witherspoon. Ha inoltre preso parte a diverse produzioni indipendenti tra cui Burlesque Fairytales (2009) diretto da Susan Luciani insieme al futuro marito Benedict Cumberbatch. Nel 2017 la compagnia di produzione televisiva e cinematografica del marito, SunnyMarch, ha annunciato la collaborazione di Sophie Hunter in qualità di produttrice alla lavorazione di un film tratto dal romanzo breve di carattere distopico "The End We Start From" opera prima in prosa di Megan Hunter.

#### Televisione
Sophie Hunter ha partecipato a numerose produzioni televisive per BBC e ITV. Ha partecipato alla campagna promozionale SEAT dell'autunno 2014 per il modello Leon X-Perience

#### Musica
Sophie Hunter ha collaborato nella veste di cantante solista con Guy Chambers e Armin van Buuren. La sua discografia comprende "The Isis Project" (2005) e "Songs for a Boy" (2011) in collaborazione con Guy Chambers pubblicati dall'etichetta Sleeper Sounds LLP e il singolo "Virtual Friend" tratto dal disco "Mirage" di Armin van Buuren pubblicato nel 2010 dall'etichetta Armada Music.
Ad Agosto 2023 il gruppo Sigur Rós pubblica sul loro canale YouTube il singolo "Ylur" con la regia di Sophie Hunter  parte dell'album ÁTTA.

### Vita privata

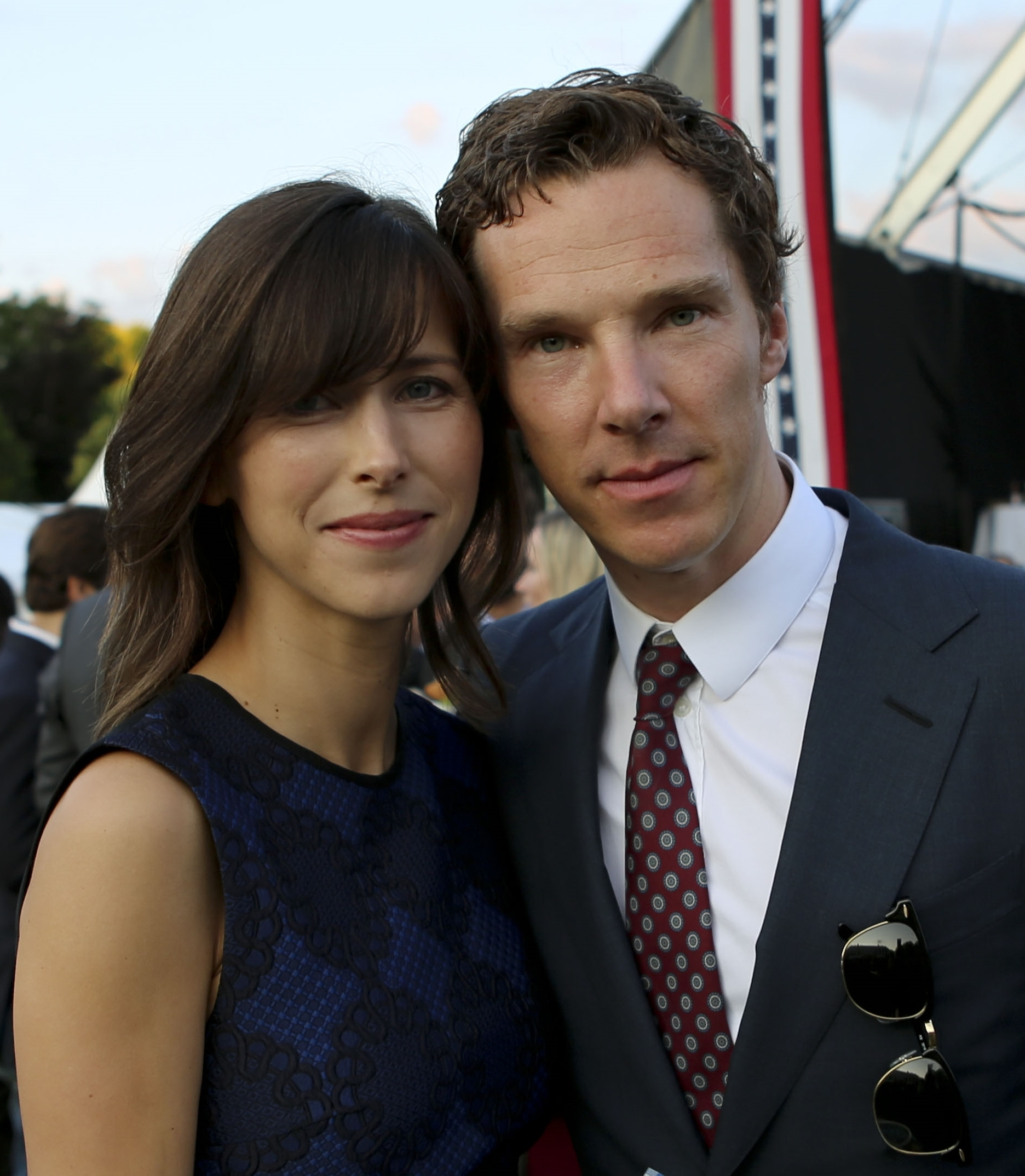
Sophie Hunter con il marito, Benedict Cumberbatch, Luglio 2015

I suoi interessi spaziano dalla vela allo yoga. È un'eccellente pianista e amazzone, parla inglese, francese e italiano. Ha avuto una lunga relazione, terminata nel 2010, con lo scultore Conrad Shawcross incontrato durante gli anni dell'università.
Il 5 novembre 2014 Sophie Hunter e l'attore britannico Benedict Cumberbatch hanno annunciato il loro fidanzamento sul Times. Il matrimonio si è tenuto con una cerimonia privata sull'isola di Wight il 14 febbraio 2015. Il 7 gennaio 2015, la portavoce di Cumberbatch ha confermato che la coppia era in attesa del loro primo figlio. Il loro primogenito, Christopher Carlton Cumberbatch, nasce il 1º giugno dello stesso anno. Il 20 ottobre 2016 Hunter e il marito hanno annunciato di essere in attesa del secondo figlio, Hal Auden Cumberbatch, nato il 3 marzo 2017. Il loro terzo figlio, Finn nasce a inizio 2019.

## Filmografia

### Attrice

#### Cinema
- Ispider (I,Spider), regia di Damien Barnecutt (2003)
- La fiera della vanità (Vanity Fair), regia di Mira Nair (2004)
- The Traffic Warden, regia di Donald Rice (2004)
- Friends & Crocodiles, regia di Stephen Poliakoff (2005)
- Strangers, regia di Steven Bakewell (2008)
- A Shred of Identity, regia di Nana O Ayim (2009)
- Burlesque Fairytales, regia di Susan Luciani (2009)
- In the Meadow, regia di Dave A. Smith (2010)
- Macbeth, regia di Rupert Goold (2010)
- Maria, regia di Erik Bostedt (2011)

#### Televisione
- L'ispettore Barnaby (Midsomer Murders) – serie TV, episodio 7x05 (2004)
- Keen Eddie – serie TV, 1 episodio (2004)
- My Life in Film – serie TV, 1 episodio (2004)
- Friends & Crocodiles regia di Stephen Poliakoff – film TV (2005)
- Mumbai Calling – serie TV, 1 episodio (2007)
- The Curse of Steptoe, regia di Michael Samuels – film TV (2008)
- Henry VIII: The Mind of a Tyrant – serie TV (2009)
- Torchwood – serie TV, 1 episodio (2009)

## Teatro

### Attrice
- The Bleeders, regia di Matt King (1998)
- La caduta della casa degli Usher, regia di Delphine Schrank (1998)
- Fanny Hill. Memorie di una donna di piacere, regia di Graham Topping (1998)
- I monologhi della vagina (1999-2000)
- Medea (1999-2000)
- Volpone, regia di Dylan Lowthian (2000)
- Gasping, regia di Youssef El-Gingihy (2001)
- The Boy Who Fell Into a Book, regia di Tim Stark (2002)
- The Lover, regia di Romilly Gordon-Masters e Sarah Fahie (2003)
- The Residency, regia di Tim Stark (2004)
- Faustus, regia di Rupert Goold (2004)
- Amleto, regia di Dylan Lowthian (2005)
- Product, regia di Lucy Morrison (2005)
- Il diavolo bianco, regia di David Oyelowo (2006)
- Silverland, regia di Dylan Lowthian (2006)
- Faustus, regia di Rupert Goold (2006)
- Silverland, regia di Di Travis (2007)
- Macbeth, regia di Rupert Goold (2007-2008)

### Regista
- The Terrific Electric (2007)
- Spettri (2010)
- Così fan tutte (2010)
- Lucretia  (2011)
- 69°S/ The Shackleton Project (2011)
- The Forgotten (2012)
- Don't Major in Debt: Student House (2012)
- Tesla (2013)
- Phaedra (2015)
- Il giro di vite (2015)
- The Path to Bly (2015)
- Forest Fables (2020)
- 1984 (2021)
- I sette peccati capitali/Il castello di Barbablù (2022)
- Ylur (Video musicale - 2023)
- Salt of the Earth (2024)